# Zirkel (Familienname)
Zirkel ist ein deutscher Familienname.

## Herkunft und Bedeutung
Zirkel ist als mittelbarer Berufsname für den Zirkelschmied zu deuten.

## Namensträger
- Barnaba Zirkel (1877–1944), deutsche Steyler Missionsschwester und Märtyrin
- Ferdinand Zirkel (1838–1912), deutscher Petrograph
- Gregor von Zirkel (1762–1817), deutscher Theologe und katholischer Bischof
- Thorsten Zirkel (* 1977), deutscher Quizspieler